# Zubillaga
Zubillaga är en ort i Spanien.   Den ligger i provinsen Araba / Álava och regionen Baskien, i den norra delen av landet, 260 km norr om huvudstaden Madrid. Zubillaga ligger 473 meter över havet och antalet invånare är 114.
Terrängen runt Zubillaga är kuperad västerut, men österut är den platt. Runt Zubillaga är det tätbefolkat, med 266 invånare per kvadratkilometer. Närmaste större samhälle är Miranda de Ebro, 4,1 km sydost om Zubillaga. Trakten runt Zubillaga består till största delen av jordbruksmark.